# Jordförstöring

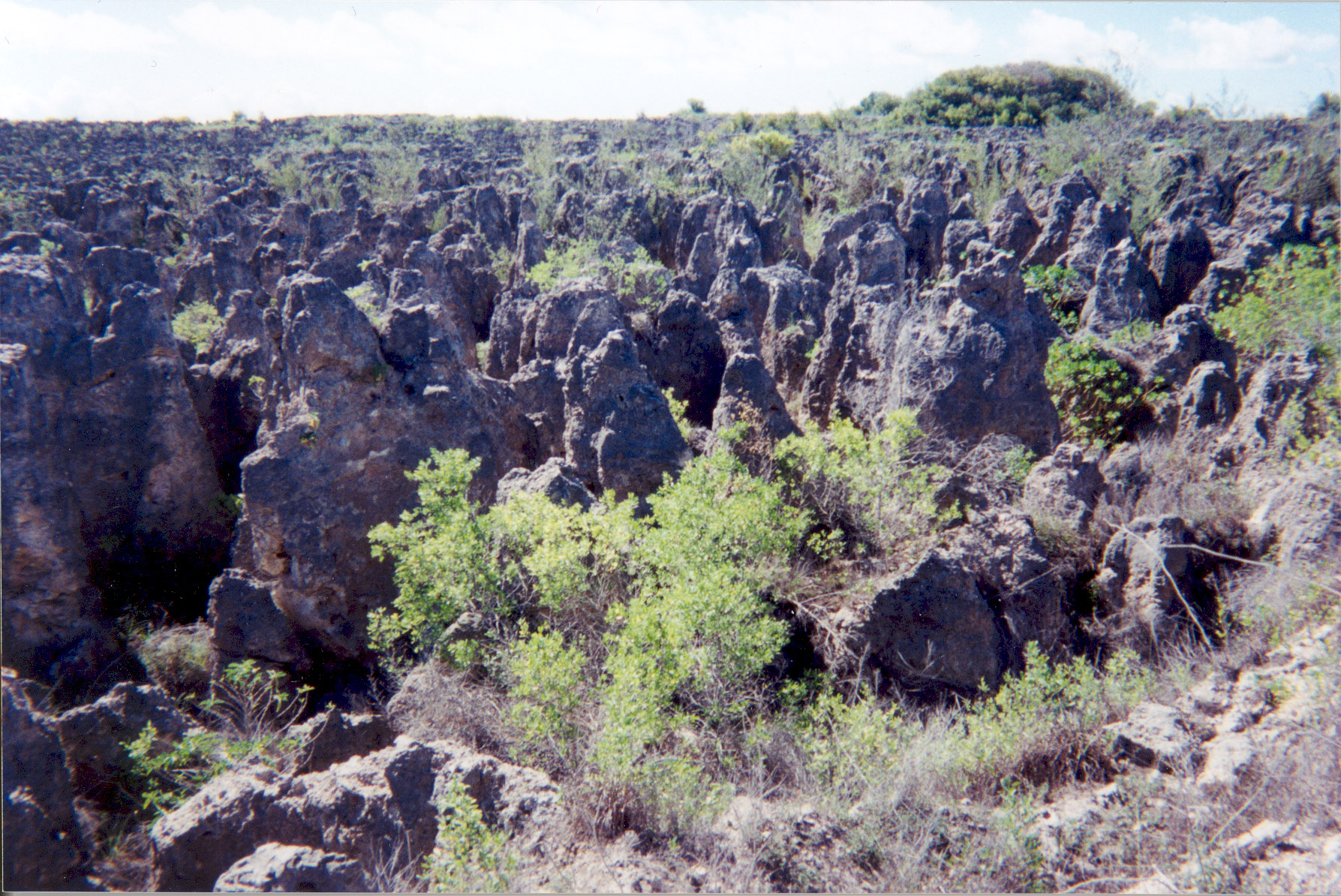
Allvarlig marknedbrytning på Nauru efter utvinning av fosfat i de övre marklagren.

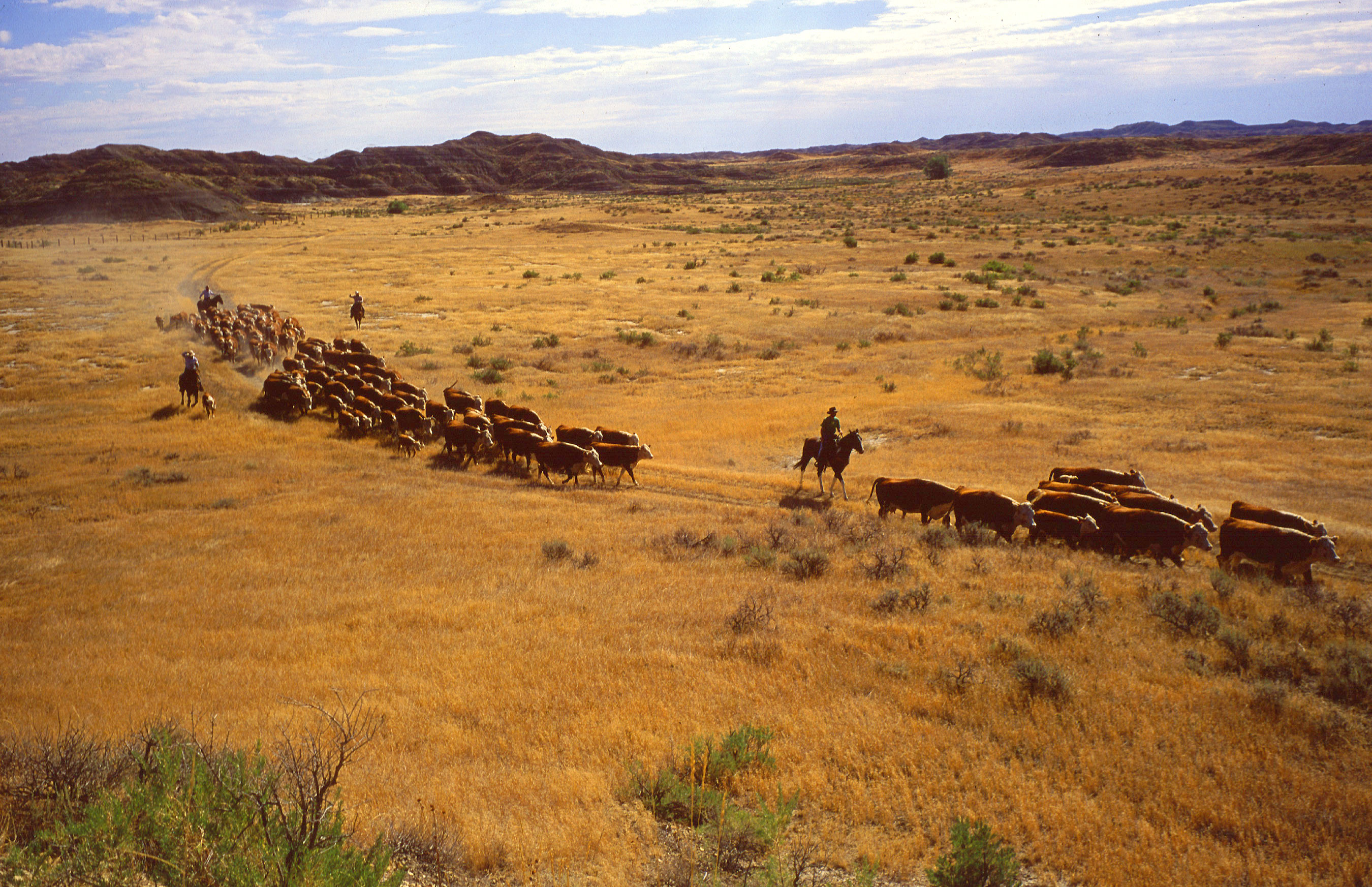
Boskap som överbetar områden kan leda till jordförstöring, bland annat i form av jorderosion.

Jordförstöring, ibland även kallat markförstöring eller landförstöring är en process där den biofysiska miljöns kvalitet påverkas negativt av olika mänskliga aktiviteter på jordar och landskap. Begreppet jordförstöring omfattar alla förändringar eller ekologiska störningar på jord och landskap som uppfattas vara skadliga eller oönskade. Naturkatastrofer är undantagna, men mänsklig aktivitet kan indirekt påverka fenomen som översvämningar och skogsbränder.
Jordförstöring är ett allvarligt problem på grund av de konsekvenser som den har på jordbrukets produktivitet, miljön och livsmedelsförsörjningen. Man uppskattar att upp till 40 % av världens jordbruksmark har allvarligt försämrad kvalitet.